# Buta
Pour les articles homonymes, voir Buta (homonymie).
Buta est le chef-lieu de la province du Bas-Uele en république démocratique du Congo depuis le démembrement de l'ancienne Province orientale. Elle s’étend sur les deux rives de la boucle tracée en cet endroit par la rivière Rubi, cour supérieur de l'Itimbiri. 

## Géographie
Buta se situe sensiblement à la même latitude qu’Isiro et est enfoncée dans la forêt équatoriale. Elle subit une chaleur humide qui la différencie des agglomérations de la savane. Elle se trouve sur la route nationale 4, au nord-est de la capitale Kinshasa. L'activité de sa population est dominée par le secteur primaire et le commerce exercé par les Nande venus du Nord-Kivu.

## Histoire
La première route dont la construction fut entamée dans la Province Orientale est celle de Buta-Bambili (Bas-Uéle). Les travaux furent entrepris en 1897. Le but était de relier l'Itimbiri (rivière) plus ou moins navigable ( à Buta)  à un point de l'Uele pour faciliter les transport par eau  vers l'enclave de Lado, le bief Bondo-Bambili étant fort dangereux. Puis le gouvernement de la colonie changea d'avis et voulut remplacer la route par un chemin de fer à voie étroite. Ensuite le projet est abandonné  pour reprendre celui de la route. En 1912, après bien des efforts le kilomètre 90 fût atteint.  Vu les difficultés rencontrées par les camions en 1912 des mulets du Poitou et des charettes furent achetés.  Mais les mulets moururent et on remplaça les mulets par des automobiles pouvant transporter 700 kilos.      
En 1950 la population de Buta s'élevait à 8 914 habitants.

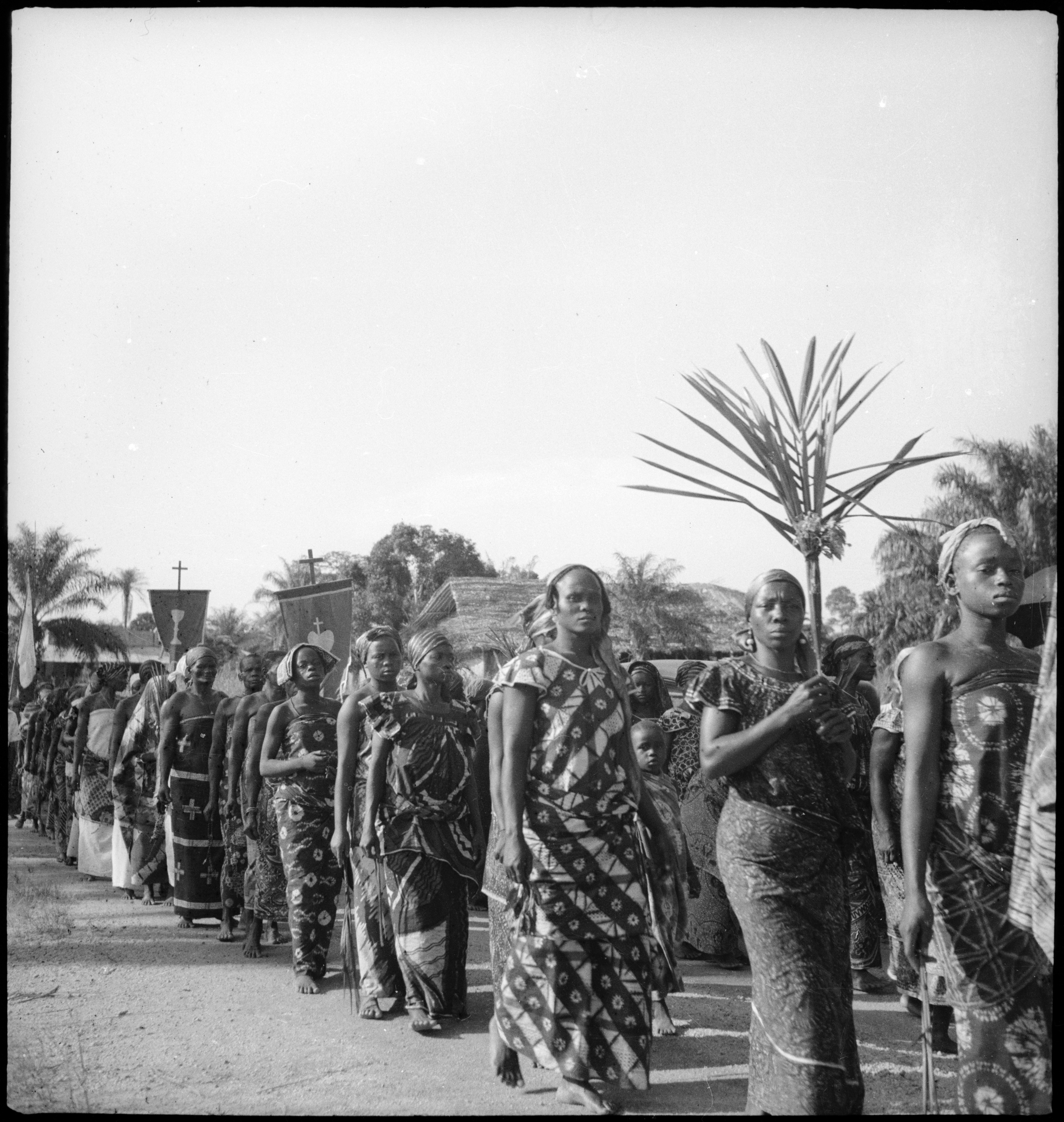
Procession catholique à Buta vers 1942.

Début de 2005, la ville est touchée par une épidémie de peste pulmonaire.

## Administration
Buta est le chef-lieu provincial depuis 2015, avec 33 712 électeurs enrôlés lors des élections de 2018. Elle a le statut de ville constituée de quatre communes urbaines de moins de 80 000 électeurs en 2019, toutes dotées de sept conseillers municipaux : Babade, (794 électeurs), Dobea, (8 701 électeurs), Finant, (11 547 électeurs), Tepatondele, (12 670 électeurs).

## Environnement
En 2014, des sauterelles d'origine inconnue envahissent et ravagent des cultures aux environs de la ville.

## Transports
La route Transafricaine 8 Lagos-Mombasa passe par Buta. Le toleka et le taxi restent les deux moyens de transport de la ville.
La ville possède un aéroport (Zega, code AITA : BZU) et se trouve sur la ligne de chemin de fer de Bumba à Isiro.

## Population et société

### Cultes
La ville se situe dans le diocèse de Buga. Un lieu de culte chrétien est présent dans la ville, la cathédrale de Buta. L'évêque est Mgr Joseph Banga Bane

### Enseignement
En rapport avec le système éducatif congolais, Buta compte de nombreuses écoles primaires et secondaires.

## Personnalité liées à la ville
- Kasongo Kalombo (c. 1840-1886), le roi de l'empire Luba, y est mort.